# Benthophilus mahmudbejovi
A Benthophilus mahmudbejovi a sugarasúszójú halak (Actinopterygii) osztályának sügéralakúak (Perciformes) rendjébe, ezen belül a gébfélék (Gobiidae) családjába és a Benthophilinae alcsaládjába tartozó faj.

## Előfordulása
A Benthophilus mahmudbejovi eurázsiai gébféle. Az előfordulási területe a Kaszpi-tenger keleti részén és a Volgában van. A folyóban a deltától, egészen Volgográdig található meg.

## Megjelenése
Ez a hal legfeljebb 6,6 centiméter hosszú. Szemei között egy dudor látható. Testét sűrűn borítják az apró dudorok; kivéve a hasát. Az állán levő bajuszszál töve vastag; hosszúsága a szem átmérőjének több mint a fele. Oldalain sötét foltok, és rendezetlen sorokban sötét pettyek láthatók.

## Életmódja
Mérsékelt övi gébféle, amely a brakkvízet kedveli. Általában 1-11 méteres mélységekben tartózkodik, de akár 50 méter mélyre is lehatol.
Legfeljebb 1 évig él.

## Szaporodása
A Benthophilus mahmudbejovi a Kaszpi-tenger északi részén május–augusztusban, míg a keleti részén április–novemberben ívik. Egyes példány már 6-7 hónapos korában is ívik. A nőstény legalább 3 különböző helyre rakja le ikráit, ezután pedig elpusztul. A hím körülbelül 3-4 héttel tovább él.